# Atticus: ...Dragging the Lake, Vol. 3
Atticus: ...dragging the lake, Vol. 3 è la terza raccolta della marca di abbigliamento Atticus Clothing, pubblicata dalla SideOneDummy Records.

## Tracce
1. This Is the Part - Gratitude
2. Not Now - blink-182
3. Number Five With a Bullet - Taking Back Sunday
4. One Thousand Paper Cranes - Motion City Soundtrack
5. Grey Skies Turn Blue - MxPx
6. Bike Riders - Lucero
7. The New Year - Death Cab for Cutie
8. Grand Theft Autumn (Where Is Your Boy) (Acoustic) - Fall Out Boy
9. Red Wedding - The Bled
10. Dancing for Rain - Rise Against
11. Part of Your Body Is Made Out of Rock - Piebald
12. Smile, You've Won - Lydia
13. No Transitory - Alexisonfire
14. She Drove Me to Daytime Television - Funeral for a Friend
15. Living in America (The Andy Wallace Mix) - The Sounds
16. Bratcore - VCR
17. You'll Never Guess Who Died - The Kinison
18. Bury Your Head - Saosin
19. This Was Never - Name Taken
20. In Defence of Dorchester - Street Dogs
21. Cigarette - Recover
22. Until Morale Improves, The Beatings Will Continue - Murder by Death
23. This Time Is the Last Time - Mae
24. When the Night Feels My Song - Bedouin Soundclash